# 5027 Androgeos
5027 Androgeos (1988 BX1) là một Trojan của Sao Mộc được phát hiện ngày 21 tháng 1 năm 1988 bởi Shoemaker, C. S. ở Palomar.